# Monte Erdigheta
Il monte Erdigheta (1.339 m s.l.m.) è una montagna dei monti Lepini nell'Antiappennino laziale. Si trova nel Lazio in provincia di Roma (comune di Carpineto Romano) al confine con la provincia di Latina (comune di Roccagorga).